# Bosmandommen
Bosmandommen var en dom som EU-domstolen afsagde i Luxembourg i 1995, der slog fast at professionelle fodboldspillere i EU har ret til at skrive kontrakt med en ny klub når deres kontrakt udløber, uden at den gamle klub har krav på nogen form for kompensation.
Sagen handlede om den professionelle belgiske fodboldspiller Jean-Marc Bosman, hvis kontrakt med fodboldklubben RFC Liege udløb efter belgieren havde afvist at forlænge. Ifølge de daværende transferregler kunne hans gamle klub kræve at modtage et beløb, når Bosman blev engageret af en ny klub – også selv om hans kontrakt var udløbet. Dette afviste domstolen. Bosman-dommen sikrer således, at fodboldspillere i dag frit kan lade en kontrakt løbe ud og skifte til en anden klub uden den tidligere klub har ret til nogen form for betaling. 
Derudover handlede sagen om, hvorvidt nationale eller internationale sportsorganisationer eller -forbund kunne have reglementer, der begrænser adgangen til deres turneringer for udenlandske spillere, som er statsborgere i et EU-land. 
Bosmandommen var primært revolutionerende for arbejdskraftens frie bevægelse indenfor EU.[kilde mangler]

## Eksterne links
Bosmandommen på Eur-Lex